# لورین هانت
لورین هانت (انگلیسی: Lorraine Hunt؛ زادهٔ) بازیکن سابق فوتبال اهل انگلستان است که در پست مهاجم و هافبک برای دانکاستر بلز بازی می‌کرد.
وی همچنین در تیم ملی فوتبال زنان انگلستان بازی کرده است. هانت در مسابقات اروپایی برای فوتبال زنان ۱۹۸۷ در ترکیب تیم بود.